# Шатени

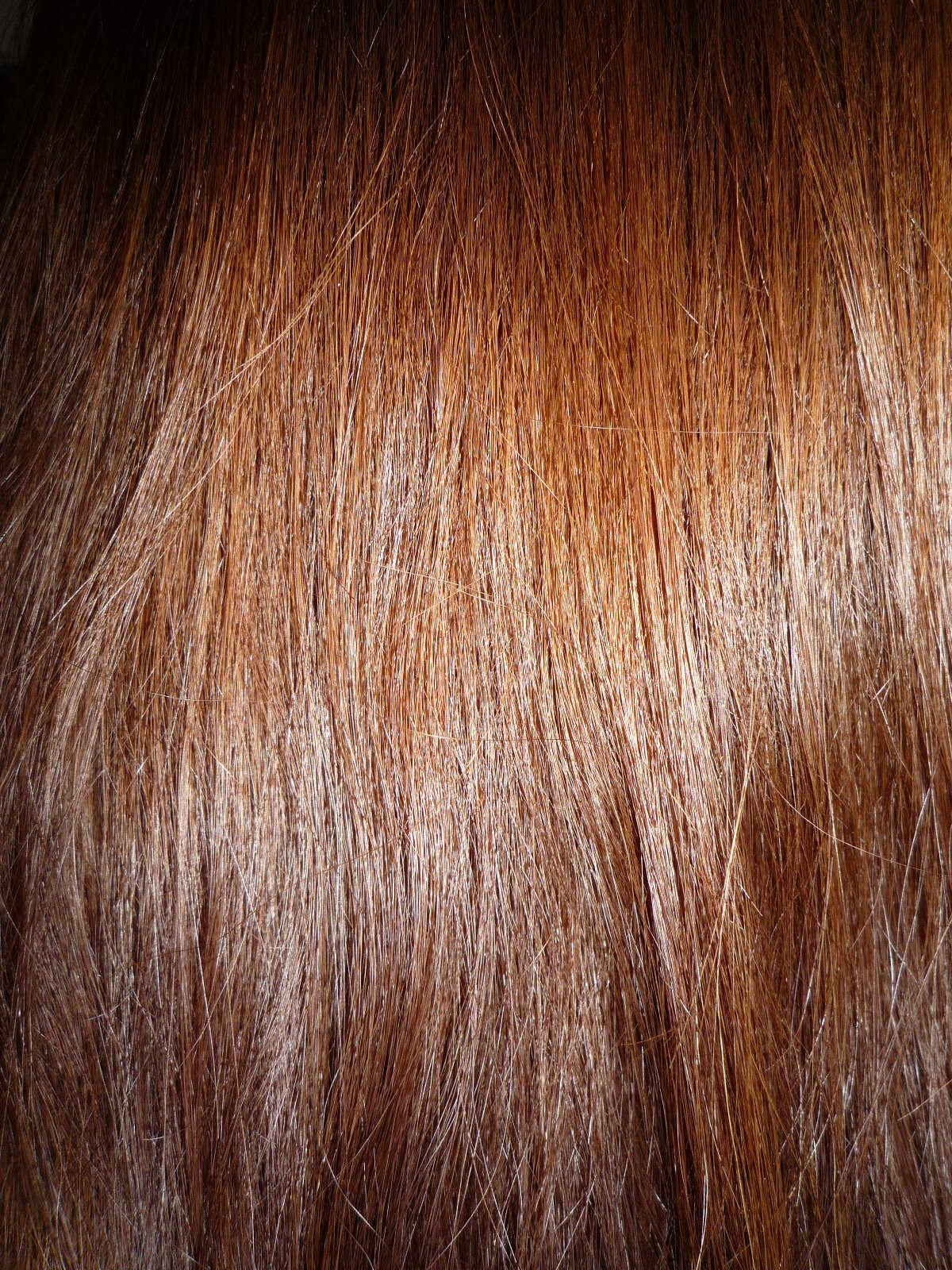
Коричневе волосся зблизька

Коричневий колір волосся (шатен) ― другий за поширеністю колір волосся людини, після чорного волосся. 
Варіюється від світло-коричневого / русявого до майже чорного волосся, що робить його найбільшим за кількістю відтінків. Характеризується вищим рівнем темного пігменту еумеланіну та нижчими рівнями блідого пігменту феомеланіну. Волосини товщі, ніж у білявого волосся, але тонші, ніж у рудого. 
Людей з коричневим або чорним волоссям часто називають брюнет(к)ами (від фр. brunet ← лат. brunus «коричневий»), хоча правильно людей з коричневим волоссям називати шатен(к)ами (від галиц. від châtain «темно-русявий, каштановий» ← châtaigne «каштан»).

## Поширення
Коричневий колір волосся поширений серед населення в західному світі, особливо серед Центральної Європи, Південної Європи, Південного конуса, США, а також деяких груп населення у Великому Близькому Сході, де відтінки волосся плавно переходять у чорне волосся. Коричневий колір волосся поширений серед австралійських аборигенів та меланезійців. Шатени також поширені в Центральній та Південній Африці. Також шатени поширені у Східній Європі.

## Галерея

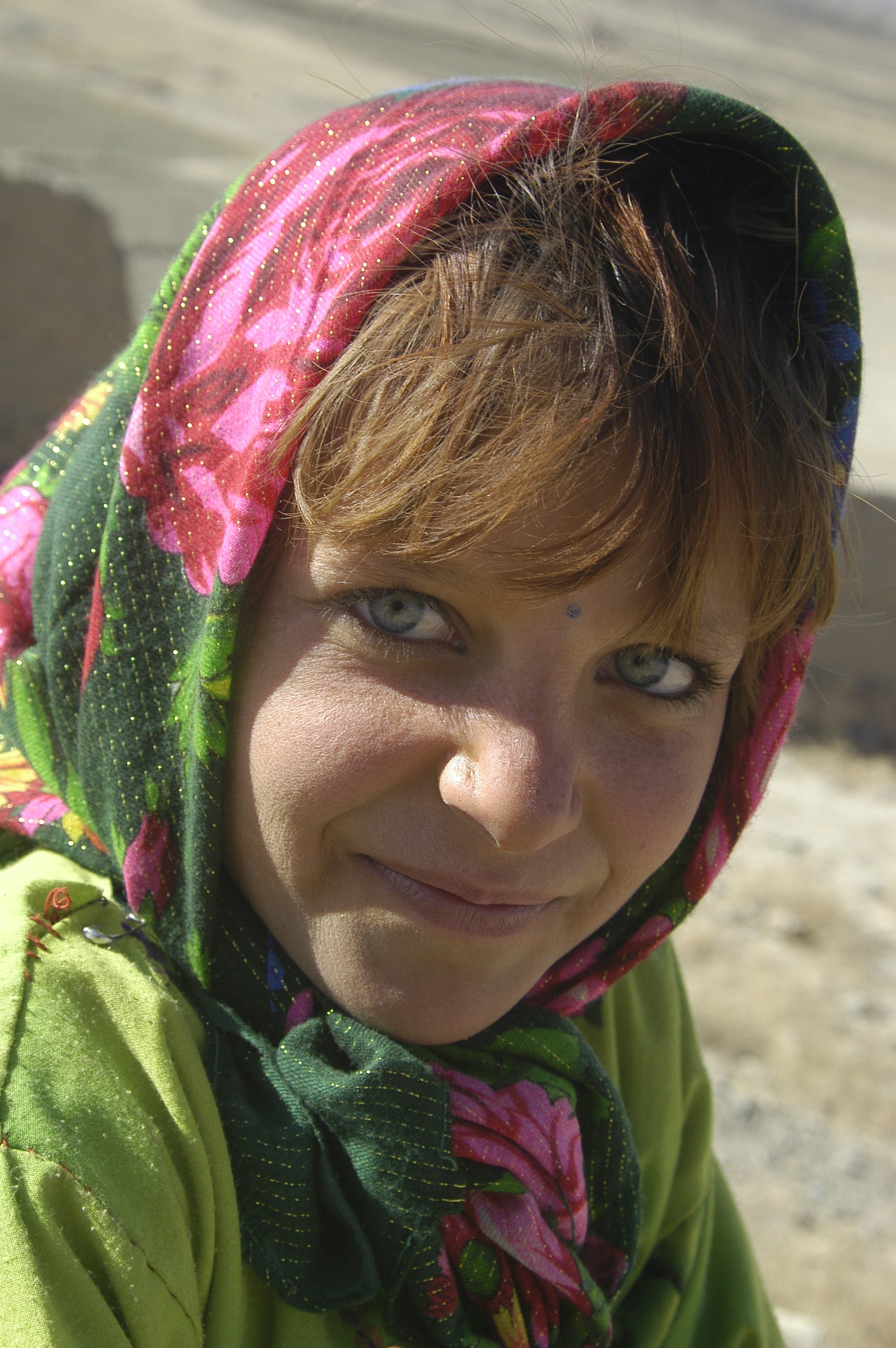
Коричнева кориця
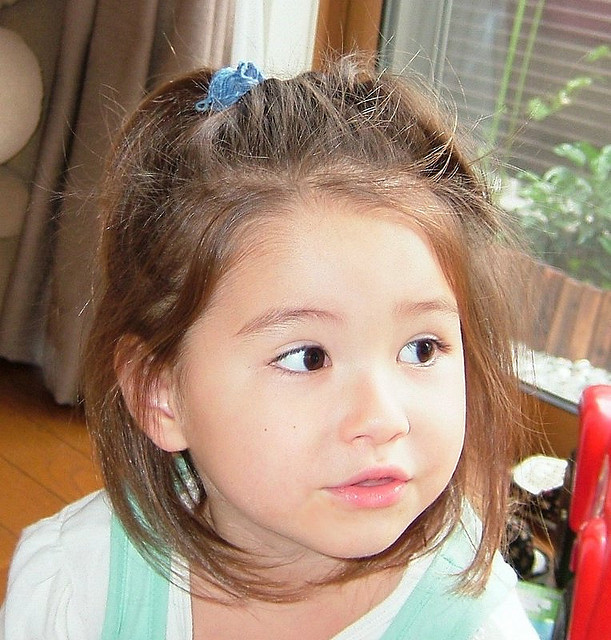
Світло-коричневий
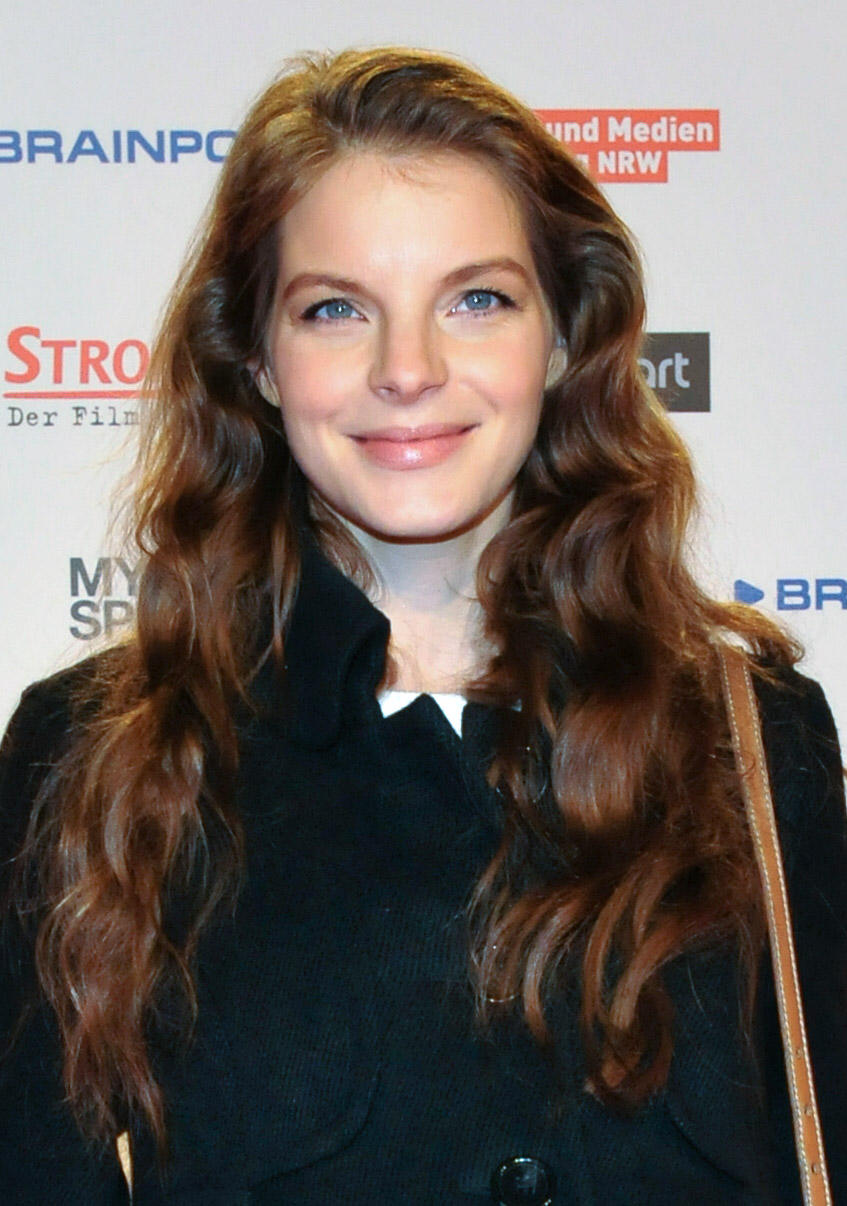
Каштановий
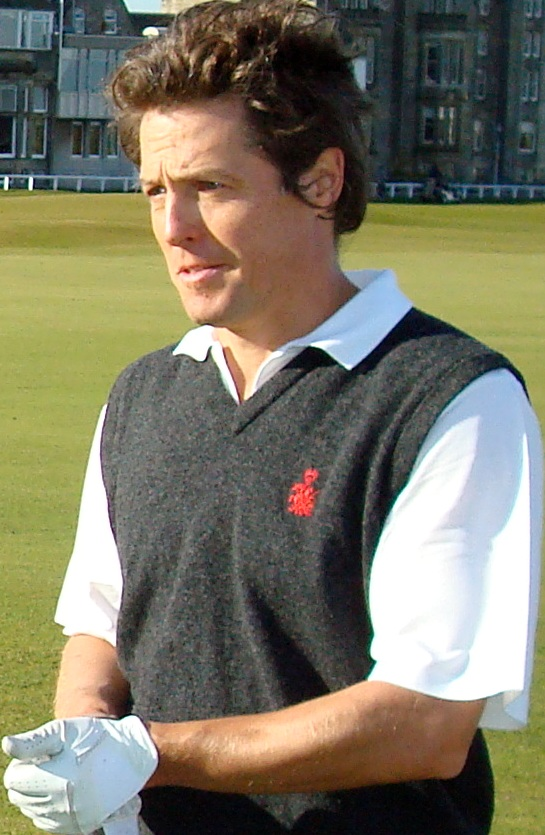
Середній коричневий
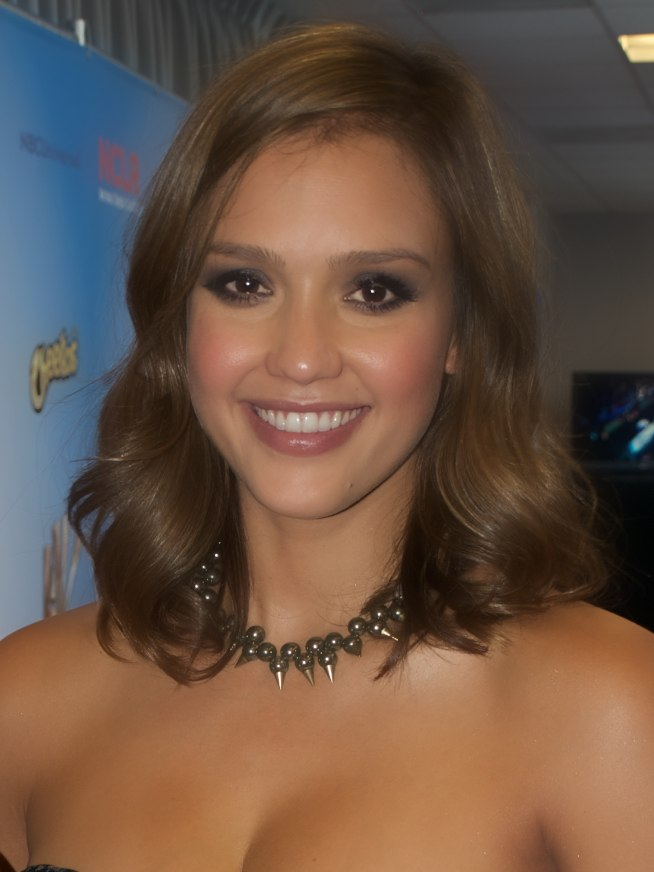
Світло-золотаво-коричневий
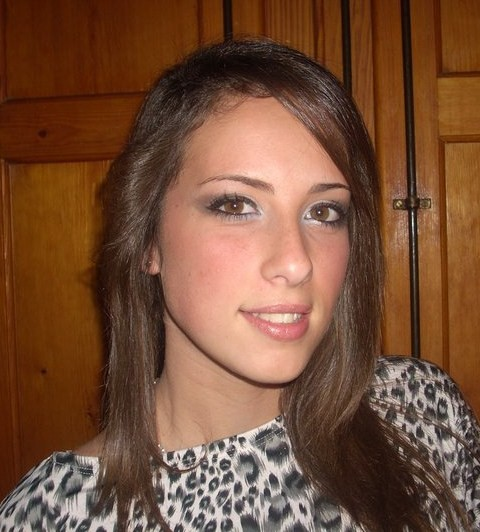
Попелясто-коричневий